# Јапанска тешка крстарица Кинугаса
Крстарица Фурутака је други од два брода серије јапанских тешких крстарица класе Аоба. Она је добила име по планини Кинугаса која се простире кроз префектуре Јокосука и Канагава у Јапану.

## Позадина
Кинугаса и брод близанац Аоба су планирани као трећи и четврти бродови серије тешких крстарица класе Фурутака. Међутим, уочени проблеми код класе Фурутака. доводе до модификације, укључујући постављање двоцевних кула главне артиљерије и катапулта за хидроавионе. Ове промене повећевају притисак на ионако већ лош труп, проузрокујући проблеме са стабилношћу брода. И поред тога, Кинугаса је имала значајну улогу у операцијама током првог дела Пацифичког рата.

## Служба

### Ранији период
Кинугаса је грађена у Кавасакијевом бродоградилишту у граду Кобе и завршена је 30. септембра 1927. године, Она је у почетку коришћена као заставни брод пете ескадре, и целу своју каријеру је била заједно са крстарицом Аоба. Она постаје 1928. године, први јапански ратни брод опремљен катапултом за хидроавионе.
Кинугаса патролира дуж Кинеске обале од 1928. до 1929. године, а у појединим случајевима и током 1930-их. Одлази у резерву 1937. године, и тада је знатно модернизована у државном бродоградилишту у Сасебу, али није враћена у оперативну употребу све до 1940. године.

### Рана фаза рата на Пацифику
Крајем 1941. године, Кинугаса се налазила у саставу 6. дивизије крстарица, као заставни брод контраадмирала Аритомо Готоа, у првој флоти, заједно са крстарицама Аоба, Како и Фурутака. У време напада на Перл Харбор, она је ангажована у подршци инвазије на острво Гвам.
Након неуспеха првог покушаја освајања острва Вејк. 6. дивизија крстарица је прикључена инвазионим снагама за други напад на острво, и након пада Вејк-а, 6. дивизија крстарице се враћа у истурену базу на атолу Трук - Каролинска острва.
Од 18. јануара 1942. године, 6. дивизија крстарица је била додељена као помоћ јапанским десантним снагама, које је требало да се искрцају код Рабаула на Новој Британији и Кавиенга на Новој Ирској, и патролирају недалеко од Маршалских острва у безуспешном лову на америчку флоту. Током марта и априла 1942. годние, 6. дивизија крстарица пружа помоћ 18. дивизији крстарица на задатку подршке искрцавању јапанских снага на Соломонова острва и Нову Гвинеју, укључујући острво Шортленд, Бука, Киата, острво Манус, Адмиралска острва и Тулаги, из истурене базе у Рабаулу.

### Битка у Коралном мору
У бици у Коралном мору, 6. дивизија крстарица напушта Шортленд и састаје се на мору са лаким носачем авиона Шохо. У 11:00 сати 7. маја 1942. године, северно од острва Тулаги, Шохо је нападнут и потопљен од 93 обрушавајућих бомбардера Донтлис и торпедних бомбардера Девастатор са америчких носача авиона Јорктаун и Лексингтон.
Следећег дана, 8. маја 1942. године, 46 Донтлис, 21 Девастатор и 15 Вајдлкет са носача Јорктаун и Лексингтон оштећују јапански носач авиона Шокаку са неколико погодака и присиљавају га на повлачење. Крстарице Кинугаса и Фурутака, које су остале нетакнуте у бицу, прате Шокаку ка атолу Трук.
Кинугаса се враћа у Куре јуна 1942. године ради ремонта, а враћа се назад на атол Трук 4. јула 1942. године. У великој реорганизацији у јапанској морнарици, Кинугаса је прикључена новоформираној осмој флоти под командом вицеадмирала Микаве и ангажована је у патролирању око Соломонових острва, Нове Британије и Нове Ирске.

### Битка код острва Саво
У бици код острва Саво 9. августа 1942. године, 6. дивизија крстарица, тешка крстарица Чокаи, лаке крстарице Тенрју и Јубари и разарач Јунаги, започињу против савезничких снага ноћну артиљеријско-торпедну акцију. Око 23:00 сати, са крстарица Чокаи, Фурутака и Како узлећу извиђачки хидроавиони. Летећи у круг, хидроавиони бацају светлеће ракете и осветљавају савезничке бродове, на које сви јапански бродови одмах отварају ватру. Аустралијска крстарица Канбера и америчке крстарице Асторија, Куинси и Винценес су потопљене, док су крстарица Чикаго и разарачи Ралф Талбот и Петерсон оштећени. На јапанској страни, Чокаи је погођена три пута, Кинугаса два, Аоба једном.
Тешко натоварени амерички транспортни бродови код Гвадалканала били су незаштићени, међутим адмирал Микава није обавештен да је адмирал Флечер повукао своје носаче авиона, и плашећи се јутарњег авио напада, наређује повлачење. Капетан Сава са крстарице Кинугаса лансира торпеда преко десног бока брода са удаљености од 13 наутичких миља, али сва промашују.

### Битка код рта Есперанс
У бици код рта Есперанс, 11. октобра 1942. године, 6. дивизија крстарица (Аоба, Фурутака и Кинугаса) и разарачи Фубуки и Хацујуки, напустили су базу Шортленд како би пружили заштиту конвоју са појачањем, и уједно гранатирали аеродром „Хендерсеново поље“ на Гвадалканалу. Флота је уочена од два извиђачка авиона Вот ОС2У Кингфишер, док је пловила кроз „Процеп“ брзином од готово 30 kn (56 km/h).
Опремљене радарима, америчке крстарице Сан Франсиско, Боис, Солт Лејк Сити, Хелена и пет разарача су се кретали око краја Гвадалканала, затварајући прилаз острву Саво.
У 22:35 сати, радар са крстарице Хелена уочава јапанску флоту, и американцу успешно пресецају пут Јапанцима, „Т укрштањем“. Обе флоте отварају ватру, међутим адмирал Гото, мислећи да је био под „пријатељском ватром“, наређује обрт за 180 степени и нај начин излаже сваки свој брод америчкој ватри. Аоба је тешко оштећена, а адмирал Гото је смртно рањен на њеном командном мосту. Фурутака је погођена торпедом, услед чега се поплављује предње машинско одељење. Од последица поготка торпеда и артиљеријске ватре са крстарице Солт Лејк Сити и разарача Данкен, Фурутака тоне.
Кинугаса је гађала истовремено крстарице Боис и Солт Лејк Сити, и једна салва њених граната од 203 mm погађа крстарицу Боис између прве и друге куполе. Кинугаса је погођена са четири гранате у овој бици. Следећег јутра, њу нападају пет америчких авиона, али пролази без оштећења и враћа се у базу на острву Шортленд.

### Поморска битка за Гвадалканал
Дана, 14. октобра 1942. године, Кинугаса постаје заставни брод 6. дивизије крстарица. Следећег дана, она и крстарица Чокаи бомбардују аеродром „Хендерсеново поље“ на Гвадалканалу, и том приликом су испалиле укупно 752 гранате из топова 203 mm.
У периодима 24.-26. октобар и 1.-5. новембар, Кинугаса и Чокаи пружају заштиту за конвоје са снабдевањима и трупама за јапанску одбрану на Гвадалканалу, Дана, 14. новембра 1942. године, током Поморске битке за Гвадалканал. Кинугаса је нападнута од торпедних-бомбардера Граман ТБМ Авеннџер са носача авиона Ентерпрајс и са аеродрома на Гвадалканалу.
У 09:36 сати, једна бомба пада на Кинугасу, међу митраљезе од 13 mm, постављених на предњи део командног моста, изазивајући пожар у области предњег складишта горива. Капетан Сава и извршни официр гину од експлозије, а Кинугаса почиње полако да се нагиње на леви бок. Блиски промашаји су додатно повећали пожар и продор воде. У другом нападу од 17 обрушавајућих бомбардера Донтлис, Кинугаса је погођена са још неколико бомбе, које уништавају њене машине и кормило, а повећавају продор морске воде. У 11:22 сати, Кинугаса се преврће и тоне југозападно од острва Рендова, повлачећи са собом и 511 чланова њене посаде.
Крстарица Кинугаса је обрисана са списка јапанске ратне морнарице 15. децембра 1942. године.

## Листа Капетана
- Капетан Шигехико Тамура - 30. септембар 1927 — 10. март 1928.
- Капетан Канекото Ивамура - 10. март 1928 — 10. децембар 1928.
- Капетан Кијоши Китагава - 10. децембар 1928 — 1. новембар 1929.
- Капетан Томисабуро Отагаки - 1. новембар 1929 — 1. децембар 1930.
- Капетан Кеизо Сомекава - 1. децембар 1930 — 1. март 1931.
- Капетан Шоџи Шибуја - 1. март 1931 — 14. новембар 1931.
- Капетан Јошио Осаки - 14. новембар 1931 — 1. децембар 1932.
- Капетан Кунђи Танге - 1. децембар 1932 — 15. новембар 1933.
- Капетан Икута Сакамото - 15. новембар 1933 — 15. новембар 1934.
- Капетан Мориђи Такеда - 15. новембар 1934 — 15. новембар 1935.
- Капетан Коиширо Хатакејама - 15. новембар 1935 — 1. април 1937.
- Капетан Ђиро Мацунага - 1. април 1937 — 1. децембар 1937.
- Капетан Мицухару Мацујама - 1. децембар 1937 — 3. јун 1938.
- Капетан Суето Хиросе - 3. јун 1938 — 15. јун 1938.
- Капетан Цутому Сато - 15. јун 1938 — 15. новембар 1939.
- Капетан Сукејуки Нанба - 15. новембар 1939 — 25. септембар 1940.
- Капетан Такахико Кијота - 25. септембар 1940 — 20. август 1941.
- Капетан Масао Сава - 20. август 1941 — 14. новембар 1942.†

## Белешке
1. ↑  Lacroix, Japanese Cruisers. pp. 794.
2. ↑  Борис Прикрил, Пакао Пацифика. pp. 200. То је класично правило поморске битке и велики је успех једног адмирала, кад успе да са својом колоном управно пресече правац којим се креће непријатељски флотни састав. Тиме му запречи пут и долази у предност, да може употребити истовремено све тешке топове својих бродова, а противник може у најбољем случају употребити половину.